# Selago levynsiae
Selago levynsiae är en flenörtsväxtart som beskrevs av O.M. Hilliard. Selago levynsiae ingår i släktet Selago och familjen flenörtsväxter. Inga underarter finns listade i Catalogue of Life.